# Sokolnice-Telnice
Sokolnice-Telnice jsou železniční stanice na rozhraní katastrů obce Telnice a města Újezd u Brna v okrese Brno-venkov v Jihomoravském kraji, nedaleko potoka Říčka. Leží na jednokolejné elektrizované trati železniční trati Brno–Přerov (25 kV 50 Hz AC).

## Historie
Stanice byla vybudována jakožto součást Moravsko-slezské severní dráhy (sesterská společnost Severní dráhy císaře Ferdinanda KFNB) spojující Brno a Přerov, kde se trať napojovala na existující železnici do Ostravy a Krakova. Autorem univerzalizované podoby rozsáhlé stanice byl pravděpodobně architekt Theodor Hoffmann. Pravidelný provoz mezi Brnem a Přerovem byl zahájen 30. srpna 1869. Po zestátnění KFNB v roce 1906 pak obsluhovala stanici jedna společnost, Císařsko-královské státní dráhy (kkStB), po roce 1918 pak správu přebraly Československé státní dráhy.
Stavbu provedla v letech 1916–1917 berlínská firma Orenstein & Koppel, zejména s pracovním nasazením ruských a italských válečných zajatců z první světové války. Trať procházející stanicí byla elektrizována v letech 1994–1996.

## Popis
Nachází se zde dvě jednostranná úrovňová nekrytá nástupiště, k příchodu k vlakům slouží přechody přes koleje. Do stanice je napojena vlečka do bývalého cukrovaru.

## Výpravní budova
Při výstavbě Moravsko-slezské severní dráhy byly použity typové projekty výpravních budov ve všech stanicích. V Sokolnicích jde o střední variantu pocházející z projekční kanceláře KFNB pod vedením architekta Theodora Hoffmanna. Výpravna byla postavena v romantizujícím slohu na protáhlém pětidílném půdorysu. Střední patrová část měla krajní rizality s navazujícími trakty s kolmě zakončenými přízemními křídly. Budova byla krytá valbovou střechou ve střední části, podélný trakt a křídla měly sedlovou střechu. Budova byla zdobena gotizujícími prvky, které byly při opravách v šedesátých a sedmdesátých letech 20. století odstraněny.